# The Million Dollar Homepage
The Million Dollar Homepage é um website criado pelo estudante britânico Alex Tew, para arrecadar dinheiro para a sua formação universitária. A home page é composta de um milhão de pixels arranjados em uma grelha de 1000 × 1000 pixels. Com o site, o estudante vende micro-anúncios, onde cada pixel vale um dólar, dispondo de um milhão de pixels à venda. A lógica do site, seria que, cada anunciante, além dos minúsculos anúncios, pudessem aumentar os "page-ranks" de seus sites anunciados; Já para Tew, arrecadaria um milhão de dólares pela venda de um milhão de pixels. O Wall Street Journal comentou que o site inspira outros websites que vendem pixels.
Lançado em 26 de agosto de 2005, o site se tornou um fenômeno na Internet, alcançando a posição 127 no ranking do Alexa, a partir de 18 de dezembro de 2009) a home page estava na posição 35.983 no ranking do tráfego na web. A ideia deu certo, Alex causou uma febre de compra de pixels. Os últimos mil pixels foram vendidos no eBay por US$ 38,8 mil, quase 40 vezes mais do que o valor original.